# Patina
Patina je promjena boje i teksture koja nastaje na površini bronce ili nekog drugog metala (razvija se zbog oksidacije ili nekog drugog kemijskog procesa), sjaj na drvenom namještaju koji nastaje zbog starosti, korištenjem i kontinuiranim poliranjem ili bilo koja promjena nastala na nekoj površini tijekom vremena. Na metalima je patina sloj sastavljen od različitih kemijskih spojeva, poput oksida ili karbonata, a nastaje zbog izlaganja atmosferi i oborinama. Pojam se također odnosi i na vremenom stečene promjene u boji i teksturi površine, nastale zbog normalnog korištenja predmeta poput kovanog novca ili namještaja. Nadalje se pojam može proširiti na slike, skulpture i druga djela likovne i primijenjene umjetnosti ali i na tehničke te etnografske predmete kulturne baštine.

## Nastajanje i svojstva
Patine su obično ograničene na izložene površine te stoga mogu biti osjetljive (mogu se ljuštiti). Jedan od razloga zbog kojeg je bronca visoko cijenjena kao materijal za izradu skulptura je i to što patina štiti osnovnu površinu od daljnje korozije (ovo je u biti točno samo u slučaju bakra). Prava prirodno nastala patina je kompaktna i rijetko pokazuje sklonost ljuštenju. Mjed je također otporna na koroziju, no patina na mjedi nije tako atraktivna kao ona na bronci.

## Etimologija
Sama riječ potiče od latinskog izraza za plitku posudu, dok u talijanskom označava tanki sloj naknadno požutjelog laka. Slikovito značenje može biti i bilo kakav vid izblijedjelosti odnosno tamnjenja zbog prirodnog i neizbježnog starenja.
Kemijski proces stvaranja patine nazivamo patiniranjem a umjetnička djela prevučena patinom nazivamo patiniranim.

### Stečene, prirodno nastale patine
Zelena patina koja prirodno nastaje na bakru ili bronci, ponekad se naziva i verdigrisom, sastavljena je od miješavine klorida, sulfida i karbonata. Atakamit je naziv minerala koji je sastavni dio nekih patina(klorid), a verdigris je opet više specifičan umjetni oblik te može nastati u dodiru bakra i octa ili octene kiseline. Kako je isti spoj vodotopiv, ne može ga se koristi u vanjskim uvjetima i češće je korišten kao pigment.
Jedan od primjera patine je i zeleni površinski sloj koji nastaje na bakru, gdje nastaje bazični karbonat. Ovaj se sloj može formirati kako na bakru tako i na njegovim slitinama, kao što su bronca i mjed.
Često se na starom i korištenom vatrenom oružju razvija na mjestima gdje se istrošilo plavljenje, fosfatiranje ili nekog drugi zaštitni završni sloj. Takvo se oružje općenito smatra vrijednijim od onog na kom je oštećen završni sloj obnovljen. Patina u tom sličaju štiti oružje od daljnjeg hrđanja do kog normalno dolazi na mjestima gdje je zaštitni sloj istrošen.
Sloj patine obično nastaje tijekom duljeg izlaganja vanjskim uvjetima. Bakreni će krov brže razviti patinu od recimo bakrom opločenog pročelja, prije svega stoga što se na zakošenim površinama voda zadržava duže nego na vertikalnim.
Kod građevina u blizini mora patina će se razviti brže nego u kontinentalnom dijelu.
Na primjer u Londonu će za formiranje patine trebati i pedesetak godina do nastanka za bakar tipične zelene patine.
Pročelja optočena broncom ili mjedi izgledat će drugačije nego ona od čistog bakra. Kod bakrenih slitina moguće je danas čak i na dulje vrijeme zadržati zlatni izgled.

### Nanešene,umjetne patine
Umjetnici i obrađivači metala patiniranje koriste kao integralni dio oblikovanja i ukrašavanja umjetnina, te namještaja, kako bi kod istih stvorili dojam starosti. U obradi metala se na patiniranje može gledati i kao na sinonim za kemijsko, elektrokemijsko i termičko bojenje metala, u tom slučaju bi spomenuto bilo tek suženje prethodnog pojma na imitiranje prirodno nastalih patina.
Razne kemikalije, kako one koje se koriste u kućanstvu, ali i komercijalni proizvodi, mogu se primijeniti za dobivanje najrazličitijih patina. Umjetnici ih koriste za ukrašavanje površine, i to za dobivanje specifičnih boja odnosno teksture.
Boja je ovdje izrazito zavisna o sastavu otopine koju koristimo. Za bakrene slitine poput bronce kloridi će razviti tipično zelenu boju dok će korištenje kalijevog polisulfida rezultirati smeđom bojom. Primjena amonijevog sulfida dat će plavo crnu, kalijev će polisulfid dati više smeđe-crnu, bakar nitrat će pak dati plavo zelenu a željezni(III) nitrat žuto smeđu boju, s naglaskom da je ovo tek pojednostavljena, osnovna paleta. Kod skulptura i drugih umjetnina razvoj se patine može ubrzati zagrijavanjem. Raspon boja je u tom slučaju od mat žute, poput kamena pješčenjaka, do duboko plavih, zelenih, bijelih, crvenih, kao i raznih nijansi crne.
U nekim tehnikama patiniranja određenu ulogu ima i korištenje pigmenata. Nadalje se površina može modificirati primjenom ulja, voskova i raznih lakova.
Zna se i da je Auguste Rodin, čuveni francuski kipar, svoje asistente tražio da uriniraju po skulpturama u dvorištu radionice.
Moramo spomenuti i japansku školu patiniranja metala, oni za razliku od nas koriste razmjerno mali broj patina ali su zato razvili velik broj slitina koje na prije spomenute patine različito reagiraju, zavisno o sastavu slitine.
Patinu možemo naći i na kliznom prstenju te dijelovima četkica elektro motora. U tom se slučaju radi o patini nastaloj zbog korozije, zavisnoj o sastavu zraka, te ostacima trošenja ugljenih dijelova, kao i vlage, tako da njenom nastanku trebaju posebni uvjeti.
Sličnu pojavu imamo i na wok-u te drugim metalnim posudama za pečenje, tu ona nastaje uz odgovarajuće održavanje. Sastoji se većinom od izgorjelog ulja, koje sprečava daljnje ljepljenje hrane za posudu, te poboljšava okus hrane priređene u toj posudi. Priređivanje hrane na pari ili korištenje sapuna može posudu oštetiti i prouzročiti stvaranje hrđe.

## Vrijednost
Razdvojeno od estetskog izgleda te zaštite, stručnjaci za procjenu starina potvrđuju da kod predmeta s očuvanom intaktnom patinom raste vrijednost objekta, te se ovaj neporecivi trag starenja i povijesti predmeta neposredno odražava u vrijednosti istog.
U smislu starine je patina svjedočanstvo svega što se tijekom povijesti desilo predmetu. Odlomljen dio noge namještaja, trag grebanja na ploči stola, isušenost boja, naprslina u završnom sloju ili u glazuri kod keramike, nježni tragovi istrošenosti na rubu ploče. Sve te stvari sudjeluju u stvaranju mekšeg vanjskog izgleda, te suptilne promjene u boji, sve to gradi karakter predmeta. Patina u sebi nosi sve ove efekte, bilo prirodne ili uzrokovane djelovanjem čovjeka i sve to zajedno čini pravu starinu

## Repatiniranje
Kod starina se na više načina može gledati na vrijednost patiniranja kao i na nadomještanje odnosno obnavljanje istog u slučaju oštećenja.
Očuvanje izgleda i karaktera nekog predmeta vrlo je važno i kod uklanjanja ili izmjene može doći do drastičnog pada vrijednosti istog. Ako je patina otpala ili se oljuštila može se preporučiti obnavljanje patine - repatiniranje.
Predmet s obnovljenom patinom bit će vrijedniji nego onaj kod kojeg je patina teže oštećena ali treba istaći i da će mu vrijednost biti manja od one primjerka koji ima očuvan izvorni završni sloj.

## Patina u konzerviranju restauriranju
U suvremenom konzerviranju-restauriranju patina se smatra izvornom supstancom, posebnim slojem koji u sebi dobro odražava povijest samog objekta. Današnja se zaštita spomenika distancirala od blještavo obnovljenih predmeta (barem u svijetu) i to usprkos tomu što je čišćenje istih i dalje nezaobilazan postupak. Uvijek je potrebno dobro promisliti o mogućnostima očuvanja patine kao takve, te je shodno rečenom sačuvati kada je to moguće.

## Vanjske poveznice
- Patinas-Formulas
- Patina on Bronze Sculpture From the Historical-Artistic Point of View
- A.Giumlia-Mair Alchemy_and_Surface_Treatments_in_Antiquity
- ANCIENT EGYPTIAN BLACK-PATINATED COPPER ALLOYS